# 雷公火之役
雷公火之役，是1896年5月24日，發生在台灣台東雷公火（現關山鎮電光）的戰役，由卑南社及馬蘭社組成的聯軍和清軍鎮海後軍交戰，最終聯軍獲勝。此戰阻止清軍殘部南下控制台東平原的戰鬥企圖，也為日軍登陸東台灣奠定成功的基礎。

## 概要
大日本帝國陸軍攻佔台南後，部分清軍殘兵前往東部投靠袁錫中、劉德杓，加上原有的鎮海後軍編制，規模接近千人，逃兵四處搶奪鄰近平埔族村落，造成恐慌。1896年1月，劉德杓為強徵稅金，率領攻擊璞石閣的平埔族，焚毀平埔族村落。2月，袁錫中逃回中國後，劉德杓指揮新開園的鎮海後軍三百餘人，計畫南下襲擊卑南（今台東）各社，以獲取補給及稅金。獲知消息後，恆春支廳廳長相良長綱派遣通譯中村雄助與瑯嶠十八社總頭目潘文杰，一同勸說卑南社與馬蘭社出兵保護大埔社和雷公火社。5月24日上午清軍向雷公火社開砲，但前一晚卑南社族人已預先翻山埋伏在側翼，與防守在雷公火社內的馬蘭社族人在清軍接近時反擊，清軍大敗潰退。

## 後續
5月25日日軍步兵第6聯隊第一大隊、憲兵第二分隊及兩個衛生隊登陸卑南，並於5月31日進攻駐守新開園的鎮海後軍駐紮處。鎮海後軍在劉德杓率領下抵抗兩日，後撤守放棄，逃往山區，結束清朝在台統治的最後武力，也開啟日本在東台灣的統治。

## 紀念
2015年起，電光部落阿美族人每年年底在部落演出雷公火之役。。